# Myotomie
Unter Myotomie (von griechisch μῦς „Muskel“, und τομή „Schnitt“) versteht man generell die operative Durchtrennung eines Muskels. Die Myotomie kann dabei selbst gewollt sein (primär) oder im Rahmen einer anderen Operation erfolgen (sekundär). Wird hingegen die Sehne durchtrennt, die den Muskel an einen Knochen anheftet, handelt es sich um eine Tenotomie. Bei einer Durchtrennung im Muskel-Sehnen-Übergang kann von einer Teno-Myotomie gesprochen werden.

## Klinische Bedeutung
In der Regel erfolgt die Myotomie quer zum Faserverlauf, prinzipiell handelt es sich jedoch auch bei längsverlaufender Spaltung um eine Myotomie, z. B. zur Resektion oder zum Transfer eines Muskelbauchs. Durch eine quere Durchtrennung kommt es oft zu stärkeren Blutungen, so dass eine genaue Blutstillung z. B. durch Kauterisation notwendig ist. 
Nach vollständiger Myotomie zieht sich der Muskelbauch durch Spontankontraktion zurück, wenn er nicht durch Instrumente fixiert wird. Damit kommt es zum kompletten Funktionsverlust des Muskels. Auch wenn der Muskelbauch vom abgetrennten Muskelrest zurückgezogen bleibt, so bildet sich trotzdem eine Narbe. Diese zieht sich mit der weiteren Heilung zusammen und führt – in Abhängigkeit vom Abstand der Muskelenden nach der Myotomie – zu einer teilweisen Wiederanheftung der Muskelenden. So kann eine gewisse Restfunktion des Muskels erhalten bleiben.
Eine sekundär erforderliche Myotomie kann z. B. die vorübergehende Durchtrennung eines Muskels zur Schaffung eines operativen Zugangs zu tiefer gelegenen Körperregionen sein, mit anschließender Wiederherstellung (Rekonstruktion) bzw. Naht. Auch bei einer Amputation sind Myotomien notwendig, deren Höhe sich nach der Muskelgruppe, der Höhe der Amputation und der Durchblutungsqualität bzw. Kontraktibilität des Muskels richtet. Bei Amputationen schließt sich eine Myoplastie mit Verbinden verschiedener Muskelgruppen zur Deckung des Knochenstumpfes oder eine Myodese mit Anheften des durchtrennten Muskels direkt am Knochen an.
Im primären Sinn wird eine Myotomie durchgeführt, um z. B. eine (spastische oder fibröse) Muskelkontraktur zu lösen. Dabei gibt es verschiedene Verfahren: Tenotomie, Sehnenverlängerung oder Teno-Myotomie. Letzteres Verfahren wird z. B. in der Kinderorthopädie bei der Infantilen Zerebralparese angewandt. Eine der häufigsten Gründe ist dabei eine Verkürzung des Musculus triceps surae und der Achillessehne mit daraus resultierendem Spitzfuß. Auch beim muskulären Schiefhals (Torticollis) – insbesondere der angeborenen Form – kommt häufig eine Myotomie oder Tenotomie des Musculus sternocleidomastoideus in Betracht.
Eine Myotomie findet auch in der Gastroenterologie zur Therapie einer Achalasie (als „Kardioplastik“) Verwendung, ebenso zur Behandlung der Pylorusstenose als Pyloromyotomie (oder Pyloroplastik), oder selten in der Augenheilkunde zur Therapie des Schielens (dort findet jedoch häufiger eine Tenotomie statt).